# Acutocapillitium torrendii
Acutocapillitium torrendii är en svampart som först beskrevs av Lloyd, och fick sitt nu gällande namn av P. Ponce de León 1976. Acutocapillitium torrendii ingår i släktet Acutocapillitium och familjen Agaricaceae.   Inga underarter finns listade i Catalogue of Life.